# Black Eyed Pilseung
Black Eyed Pilseung (tiếng Hàn: 블랙아이드필승) là nhà sản xuất âm nhạc Hàn Quốc và là đội sáng tác bài hát bao gồm Rado (Song Joo-young) và Choi Kyu-sung, được thành lập vào 2014. Họ đã sản xuất nhiều bản hit như "Touch My Body" của Sistar,  "Only You của Miss A" và "Cheer up" "TT" của Twice.
Trước khi lập thành một đôi, cả hai thành viên thường kết hợp với Shinsadong Tiger. Rado đã sáng tác nhiều bản hit như "Volume Up" của 4Minute, "Hush" của Apink và "Trouble Maker" & "Now"  của Trouble Maker, còn Choi Kyu-sung gồm những sáng tác như "Roly-Poly" của T-ara, "Bubble Pop!" của Hyuna  và "Fiction" của Beast.

## Thành viên

### Rado
Rado (tiếng Hàn: 라도) (tên khai sinh: Song Joo-young (tiếng Hàn: 송주영)) sinh ngày 11 tháng 7 năm 1984. Anh là thành viên của một ban nhạc nam đã dừng hoạt động, Someday. 2010, anh đã kết hợp cùng với rapper Dok2 trong EP album It's We.

### Choi Kyu-sung
Choi Kyu-sung (tiếng Hàn: 최규성) sinh ngày 7 tháng 5 năm 1984 tại Seoul.

## Danh sách sản xuất đĩa nhạc

### 2014
- Sistar – "Touch My Body" trong Touch N Move
- Teen Top – "Missing", "Alone", "Cry" và "I'm Sorry" trong Éxito
- Hyolyn x Jooyoung – "Erase"

### 2015
- Niel – "Only You", "Lovekiller" và "Lady" trong oNIELy
- Miss A – "Only You" trong Colors
- Shannon Williams – "Why Why" trong Eighteen
- Jang Hyun-seung – "It's Me", "Ma First", "Breakup" và "I Said I Love You" trong My
- Teen Top – "Hot Like Fire", "Ah-Ah" và "Confusing" trong Natural Born Teen Top
- Got7 – "If You Do" trong Mad
- Twice – "Like Ooh-Aah" trong The Story Begins

### 2016
- AOA Cream – "I'm Jelly Baby"
- Twice – "Cheer Up" trong Page Two và "TT" trong Twicecoaster: Lane 1
- Sistar – "I Like That" trong Insane Love
- BTOB Blue – "Stand By Me (내 곁어 서 있어줘)"
- Apink – "Only One" trong Pink Revolution

### 2017
- Twice - "Likey" trong "Twicetagram"

### 2018
- Apink - "I'm so sick" trong "One&Six"

### 2019
- Apink - "Eung Eung %%" trong "Percent"
- Twice - "Fancy" trong "Fancy you"

2020
- Apink - "Dumhdurum"
- STAYC - "SO BAD" trong "Star To A Young Culture"

2021
- STAYC - "ASAP" trong "STAYDOM"
- STAYC - "STEREOTYPE"

## Giải thưởng và đề cử

### Gaon Chart K-Pop Awards
| Năm  | Hạng mục              | Đề cử cho           | Kết quả   |
| ---- | --------------------- | ------------------- | --------- |
| 2015 | Nhà soạn nhạc của năm | Black Eyed Pilseung | Đoạt giải |
| 2016 | Nhà soạn nhạc của năm | Black Eyed Pilseung | Đoạt giải |

### Mnet Asian Music Awards
| Năm  | Hạng mục                           | Đề cử cho           | Kết quả   |
| ---- | ---------------------------------- | ------------------- | --------- |
| 2016 | Nhà sản xuất xuất sắc nhất của năm | Black Eyed Pilseung | Đoạt giải |